# La Marchande de crevettes
La Marchande de crevettes ((en) The Shrimp Girl) est une peinture inachevée exécutée par l'artiste britannique William Hogarth vers 1740-1745, conservée à la National Gallery de Londres.

## Histoire du tableau
Cette huile sur toile constitue une esquisse représentant une jeune femme souriante portant sur sa tête une grande corbeille à fond plat, remplie entre autres de crevettes, surmontées d'une mesure d'une demie pinte. Ce portrait représente donc une marchande restée anonyme. Elle exerce son métier dans les rues de Londres, sans doute du côté de Covent Garden, le marché central, ou plus certainement près du Billingsgate Fish Market, le marché aux poissons. Elle porte un chapeau typique, celui des pêcheurs, on suppose donc qu'elle appartient à une famille exerçant ce métier.
Contextuellement, cette œuvre émerge dans la carrière de l'artiste après le départ de Londres de Jacopo Amigoni, lequel produisait entre autres des séries de cris de Londres, qui déplurent à Hogarth ; les deux artistes furent en compétition à la fin des années 1730.
Techniquement, il semble probable que l'artiste ait commencé son travail par un dessin préparatoire d'après nature, et qu'il avait l'intention de finaliser ce portrait dans les dimensions du présent canevas. Le non-fini donne à ce tableau un réalisme troublant, que la critique au cours des siècles suivant n'a eu de cesse de saluer. On retrouve comme en écho la posture de cette marchande dans une eau-forte d'Hogarth, intitulée Le Musicien enragé (The Enraged Musician), imprimée le 30 novembre 1741, qui montre au centre une jeune femme portant un baquet de lait sur sa tête.
Cette toile est demeurée dans l'atelier du peintre toute sa vie durant. Elle n'est vendue qu'après 1789 au moment de la mort de Jane, l'épouse de Hogarth, qui aurait dit aux personnes visitant l'atelier en leur montrant la toile : « They say he could not paint flesh. There is flesh and blood for you » (« Ils disent qu'il ne savait pas peindre la chair. Voici de la chair et du sang rien que pour vous. »). C'est à ce moment-là que la maison Christie's lui donne son titre actuel, The Shrimp Girl : en mars 1790, elle trouve acquéreur pour 4,5 £, achetée par un inconnu, avant d'être de nouveau sur le marché en 1884, où elle est acquise par la National Gallery pour la somme de 262,5 £ : son irruption auprès du public au moment même où commençait d'émerger la peinture moderne provoqua une sorte de choc esthétique. Une première reproduction de cette toile paraît alors peu après dans la revue The Portfolio.